# Endemity karkonoskie

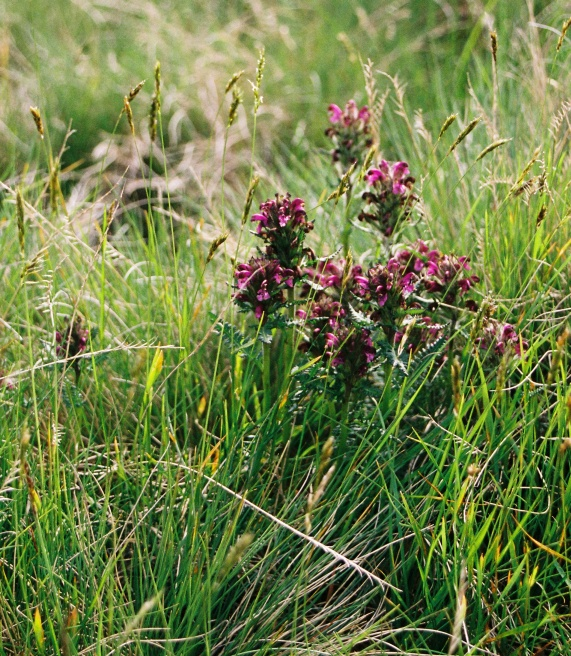
Gnidosz sudecki (Pedicularis sudetica), endemit karkonoski

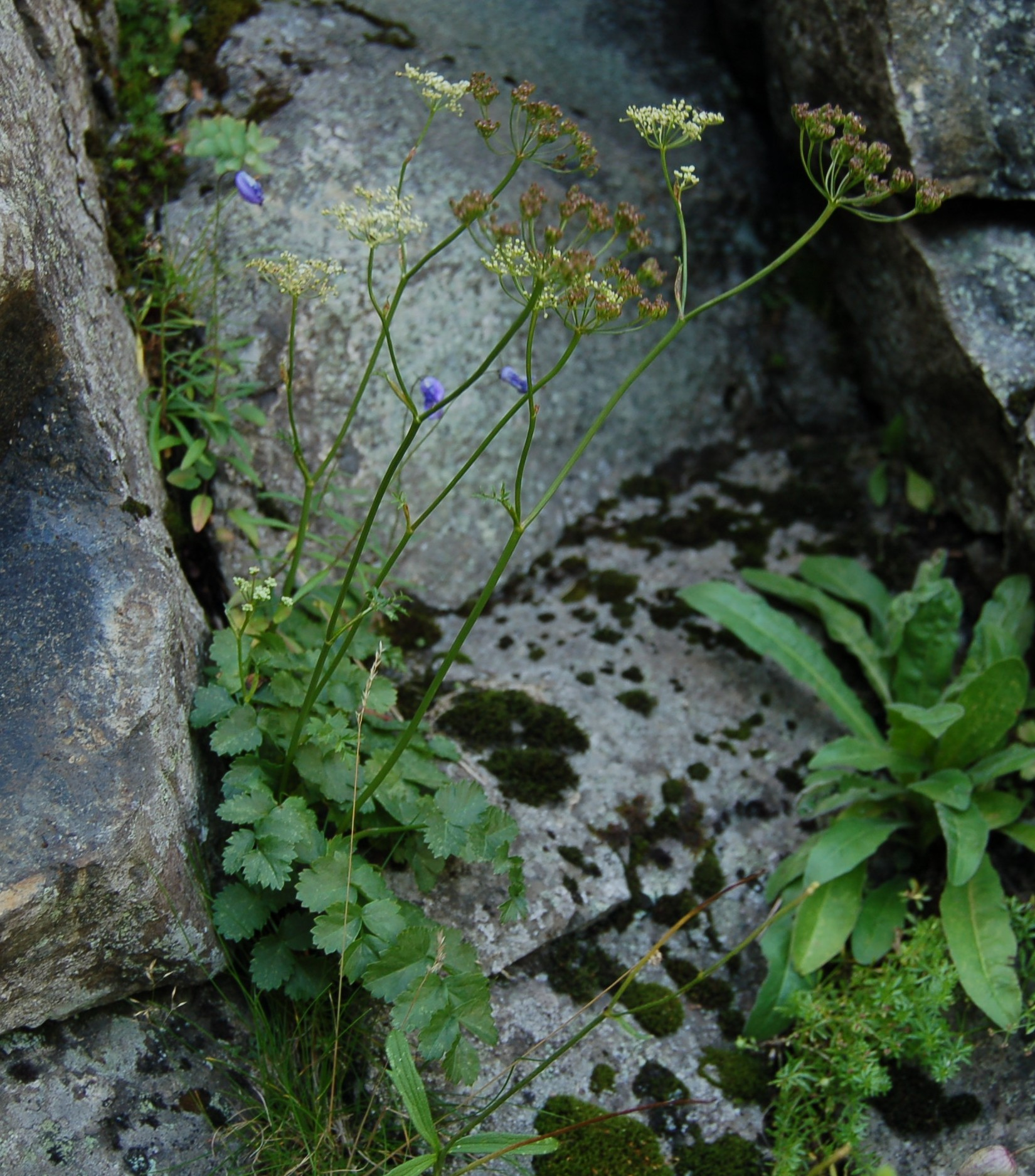
Biedrzeniec mniejszy skalny (Pimpinella saxifraga subsp. rupestris), endemit karkonoski

Endemity karkonoskie – endemiczne taksony występujące wyłącznie na terenie Karkonoszy i nigdzie poza nimi nie spotykane w stanie naturalnym. Spośród roślin naczyniowych należą do nich m.in.:
- biedrzeniec mniejszy skalny (Pimpinella saxifraga subsp. rupestris), podgatunek biedrzeńca mniejszego,
- dzwonek karkonoski (Campanula bohemica),
- gnidosz sudecki (Pedicularis sudetica),
- jarząb sudecki (Sorbus sudetica),
- skalnica darniowa bazaltowa (Saxifraga moschata subsp. bazaltica), podgatunek skalnicy darniowej.

Dawniej za endemit karkonoski uważano też przytulię sudecką, lecz po odnalezieniu jej stanowisk w Sławkowskim Lesie oraz w Wysokim Jesioniku w Czechach jest ona zaliczana obecnie do endemitów Masywu Czeskiego.